# Bernd Hesse

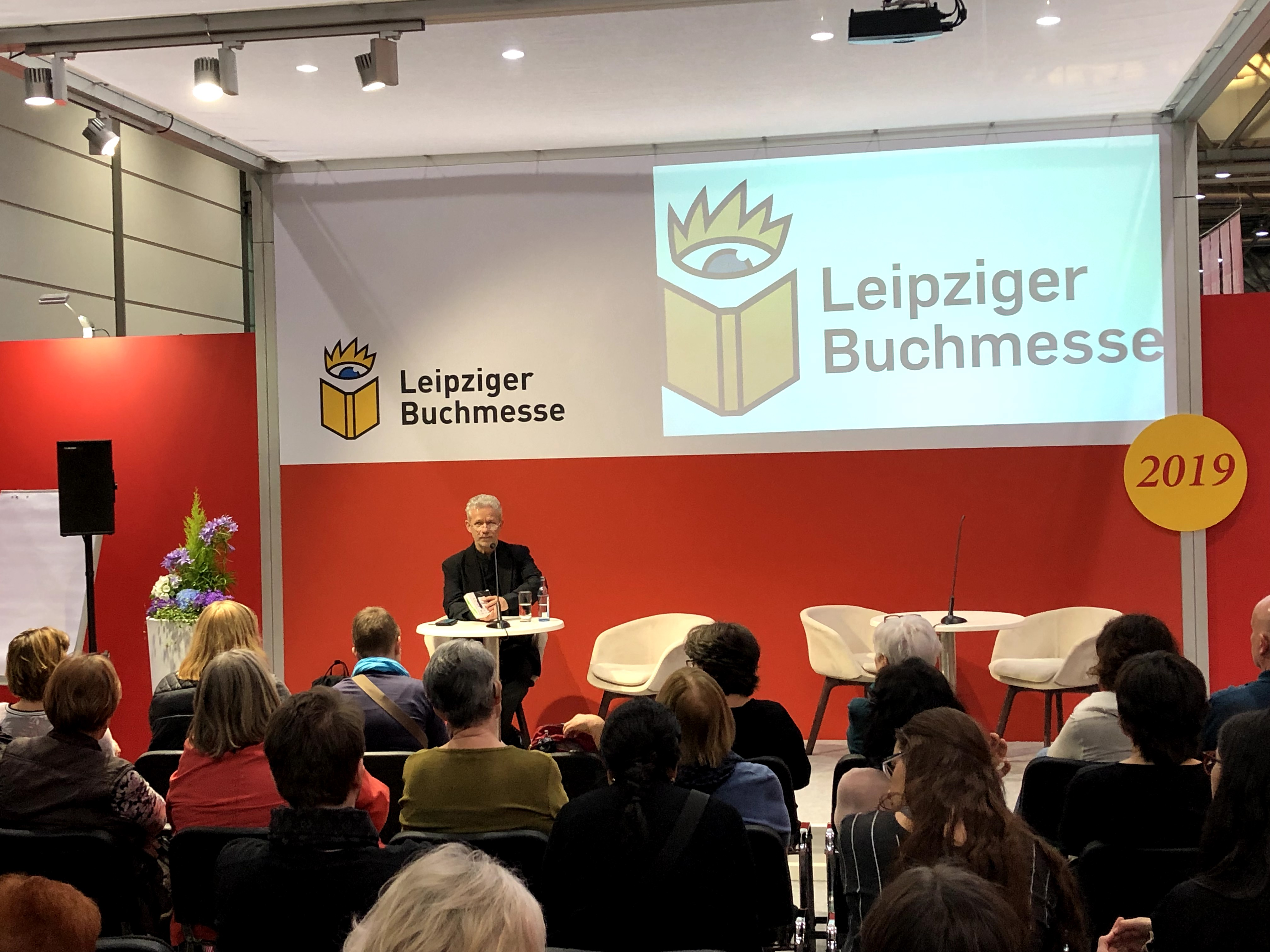
Bernd Hesse auf der Leipziger Buchmesse 2019

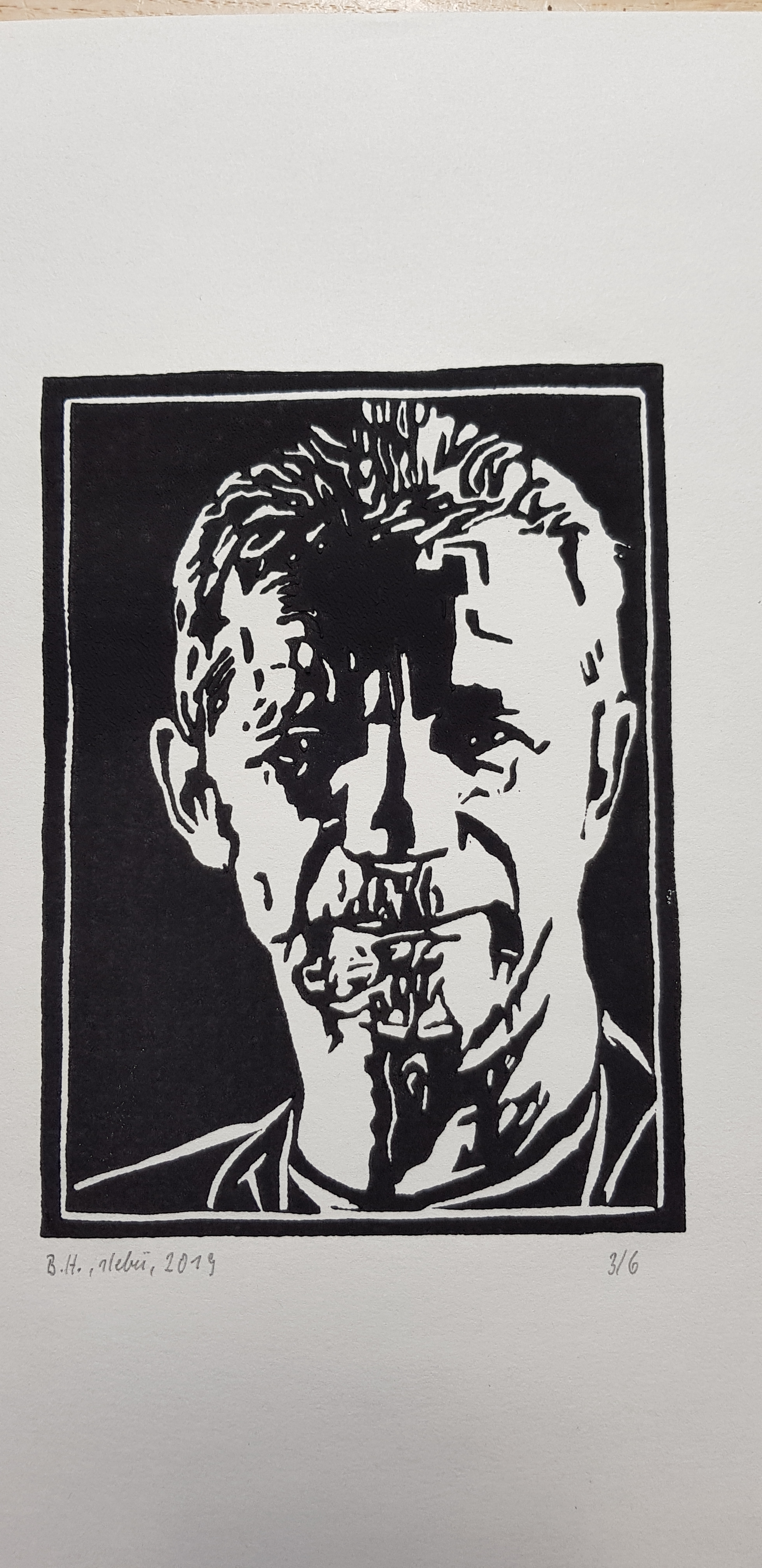
Bernd Hesse: Druck nach einem Linolschnitt des Dresdner Künstlers Steffen Büchner

Bernd Hesse (* 1962 in Bad Saarow) ist ein deutscher Rechtsanwalt, Strafverteidiger, Schriftsteller, Hörbuchsprecher und Literaturwissenschaftler mit dem Forschungsschwerpunkt E. T. A. Hoffmann.

## Leben
Nach Schulzeit, Abitur und Ausbildung zum Maschinen- und Anlagenmonteur arbeitete Bernd Hesse als Rohrleitungsmonteur für Erdölanlagen. Später studierte er Rechtswissenschaften an der Freien Universität Berlin. Bereits während seines Studiums war er in einem von der Deutschen Forschungsgemeinschaft geförderten Forschungsvorhaben unter Leitung seines späteren Doktorvaters Klaus Adomeit tätig. Sodann arbeitete er am Lehrstuhl für Zivilrecht, Arbeitsrecht, Rechtsphilosophie und Rechtstheorie von Adomeit, mit dem er gemeinsam erste juristische Publikationen verfasste. Sein Referendariat absolvierte er am Kammergericht in Berlin. Danach promovierte er bei Adomeit mit einer Arbeit über das Outsourcing zum Dr. iur. Nach seiner Zulassung als Rechtsanwalt in Frankfurt (Oder) studierte er Kulturwissenschaften mit den Schwerpunkten Literaturwissenschaft und Linguistik an der Europa-Universität Viadrina in Frankfurt (Oder) und promovierte mit der von dem Literaturtheoretiker und Philosophen der Konstanzer Schule Anselm Haverkamp betreuten Arbeit Reflexion und Wirkung der juristischen Tätigkeit im Werk E. T. A. Hoffmanns zum Dr. phil. Zweitgutachterin dieser Dissertation war die Literaturwissenschaftlerin Christa Ebert. Diese Arbeit findet bis in die Gegenwart Aufmerksamkeit in der wissenschaftlichen Diskussion. Neben seinem juristischen und literarischen Schaffen schreibt er auch Literaturkritiken und Theaterkritiken. Im Mentoring-Programm der Europa-Universität zur Förderung der Chancengleichheit engagiert er sich als Mentor. Als Hörbuchsprecher spricht er eigene und Werke anderer Autoren zumeist für die Hörbuchmanufaktur Berlin. Mit dem Schauspieler Roman Shamov nahm er 14 Folgen einer Podcast-Reihe zu seiner Arbeit als Strafverteidiger und seinen Büchern über authentische Kriminalfälle auf, die 2025 als Hörbuch erschienen.
Hesse ist verheiratet und hat vier Kinder. Seine Ehefrau, Sabine Scheiper, ist ebenfalls als Juristin promoviert und Vorsitzende Richterin am Landgericht Frankfurt (Oder). Ihr widmete er die Dissertation zu E. T. A. Hoffmann. Beide tanzen leidenschaftlich Tango Argentino. Eine Obsession, die in den Büchern des Autors immer wieder thematisiert wird. Sie sind mit den Tänzern des Tango Argentinos Nicole Nau und Luis Pereyra befreundet, die sie mehrmals in Argentinien besuchten und bei denen sie den Tanz lernten.

## Wirken

### Juristische Arbeit
Bernd Hesse betreibt zusammen mit seinem Sozius eine Rechtsanwaltskanzlei in Frankfurt (Oder) und eine Zweigstelle in Berlin. Bei seiner anwaltlichen Tätigkeit ist er auf Wirtschaftsrecht, Arbeitsrecht und Strafrecht spezialisiert und als Strafverteidiger tätig. Im Arbeitsrecht verfügt er über die weitere Qualifikation eines Fachanwalts. Von der Kanzlei bearbeitete Mandate im Strafrecht bilden die Grundlage für die von ihm in der Reihe zu authentischen Kriminalfällen veröffentlichten Bücher. Das Brandenburgische Oberlandesgericht bestellte ihn zum Ausbilder in der Referendarausbildung im Zivilrecht, der Rechtsgestaltung und weiteren Kursen. An der Europa-Universität Viadrina Frankfurt (Oder) hält er im Rahmen von Lehraufträgen regelmäßig Vorlesungen an der Juristischen Fakultät, zuletzt am Lehrstuhl für Bürgerliches Recht, Europäisches und Deutsches Arbeitsrecht, Zivilverfahrensrecht von Eva Kocher.

### Schriftstellerisches Schaffen
Bereits in seiner Schulzeit hat er damit begonnen, Gedichte, Kurzgeschichten und Romane zu schreiben. In einem Interview mit dem Sender Oderwelle teilte er mit, wie er bereits als junger Schüler in einem Sommercamp Kriminal- und Gruselgeschichten erzählte und auf den Namen Gespensterhai getauft worden war. Er erweiterte das Spektrum seiner Werke im Laufe des Schaffens. Neben juristischen Publikationen veröffentlichte er die Kriminalromane Rubel, Rotlicht und Raketenwerfer und Wodka, Weiber, Wasserleiche beim Gmeiner-Verlag. Im Verlag Das Neue Berlin erschienen die Sammlungen authentischer Kriminalfälle Die Hinrichtung, Durch die Hölle und Die letzte Baustelle. Zusammen mit der Autorin Silvia Walter schrieb er 2019 die Drehbücher für eine Hörspielreihe nach seinem gleichnamigen Buch Die Hinrichtung: Authentische Kriminalfälle für den Sender Pure FM. 2024 gab er als Autor seine 100. Lesung; dort zu historischen Kriminalfällen E. T. A. Hoffmanns.

### Engagement am Theater
Mit dem Regisseur Vlatko Kultzen brachte er 2020 im Studio B des Kleist Forums in Frankfurt (Oder) eine szenische Lesung zu seinem Buch Durch die Hölle auf die Bühne. In der Spielzeit 2020/21 war er zusammen mit dem Theater-Regisseur Hannes Langer Initiator, Organisator und Kommentator der Reihe Vordenken Nachdenken der Bürgerbühne des Kleist Forums Frankfurt (Oder), in der er mit Gästen wie Eva Horn, Heiner Fangerau und Dirk Baecker zu meist sozialpolitischen, aber auch historischen, wissenschaftstheoretischen und philosophischen Fragestellungen zur COVID-19-Pandemie diskutierte. Im Sommer 2021 wurde die Reihe um Themen zu den Transformationsprozessen in den neuen Bundesländern mit Gästen wie Bernd Stegemann, Steffen Mau und dem Schriftsteller Ingo Schulze erweitert. Wiederholt führte er dabei Gespräche mit dem Schriftsteller Christian Baron, mit dem er dessen Werke in den Kontext zu gesellschaftlichen Strukturwandlungen setzte. Im April 2023 begann dort mit ihm als Gastgeber und Moderator die neue Reihe Tatort Bühne. Die erste Veranstaltung war zugleich die Buchpremiere zu Die letzte Baustelle, zu der der Rechtsmediziner Bernd Kopetz als Gast geladen war, gefolgt von einer Lesung und Gespräch mit dem Autor Reiner Laux zu seinen früheren Banküberfällen und der anschließenden Haft.